# Monument voor koningin Emma (Soest)
Het Koningin Emmamonument is een gedenkmonument voor koningin Emma in de gemeente Soest in de provincie Utrecht. Het monument werd onthuld in 1936 en is een ontwerp van architect Hendrikus Cornelis Marie van Beers en beeldhouwer Henk Etienne. Het is aangemerkt als gemeentelijk monument.

## Achtergrond
De oprichting van een monument voor Koningin Emma in Soest werd aanvankelijk geopperd door de gemeentesecretaris Batenburg. Hierna werd er een comité opgericht met dit doel. Het monument werd gefinancierd met giften van verenigingen en particulieren.
Aanvankelijk wilde het comité een prijsvraag uitschrijving voor het ontwerp, maar dat bleek niet haalbaar. Hierna werd architect Beers gevraagd een ontwerp te maken. Kunstenaar Huib Luns raadde collega-beeldhouwer Henk Entienne aan voor het vervaardigen van het geplande portetmedaillon. Voor het portret gebruikte beeldhouwer Etienne tekeningen van Huib Luns.
De onthulling vond plaats in oktober 1936, in het bijzijn van onder andere Koningin Wilhelmina en burgemeester Govert Deketh. Na een toespraak van de burgemeester, onthulde de koningin het monument.

## Omschrijving
Het monument staat in een plantsoen op de hoek van de Torenstraat en de Stationsweg. De gemetselde gedenknaald is tien meter hoog, geflankeerd door twee gemetselde muren met hiervoor bloembakken. In de naald zit een bronzen portretmedaillon met en profil de beeltenis van Koningin Emma, en een natuurstenen plaquette met tekst. Op het reliëf onder het medaillon de pijler staat de tekst:
ter nagedachtenis
aan
hare majesteit
koningin. emma.
 opgericht door de
burgerij van de
gemeente
soest

october 1936

hcm van beers arch.
bna h.j. etienne beeldh.
Boven te tekst staan de wapens van Soest en Waldeck Pyrmont afgebeeld.